# Eidgenössisches Flugzeugwerk C-3605
Die C-3605 des Herstellers Eidgenössisches Flugzeugwerk (F+W) ist ein 1969 in Dienst gestelltes Schleppflugzeug der Schweizer Luftwaffe. Das Ausgangsmodell C-36 wurde noch bei der Eidgenössischen Konstruktionswerkstätte in Thun entwickelt und produziert. Bei der C-3605 handelt es sich allesamt um Umbauten.

## Geschichte
Ab 1946 wurden 20 Flugzeuge des Typs C-3603 für den Schleppziel-Dienst der Schweizer Fliegertruppen mit der Winde DMP eingesetzt. Ab 1953 waren 40 Flugzeuge mit einer Winde vom Typ SZW-52 im Einsatz. Infolge der Alterung der Hispano-Suiza HS 51-Flugmotoren wurde Anfang der 1960er-Jahre ein Ersatzflugzeug für diese Aufgabe gesucht. Eine Schwäche der Motoren war, dass sie im Schleppflugbetrieb überbeansprucht wurden, was zu Schwierigkeiten an den Zylinderblöcken führte und Undichtigkeiten am Kühlsystem auslöste.
Daher wurde 1963 für das avisierte Ersatzflugzeug ein Pflichtenheft ausgearbeitet und 1965 die Fairey Gannet Mk4 getestet, dies in Form eines Exemplars der Deutschen Marineflieger.
Schliesslich wurde das Eidgenössische Flugzeugwerk (F+W) in Emmen beauftragt, für Ersatz zu sorgen. Innerhalb kurzer Zeit konnte eine C-36 unter der Leitung des Chef-Ingenieurs J.P. Weibel mit einer Propellerturbine Lycoming T53 versehen und der Flugwaffe im Dezember 1968 zur Erprobung übergeben werden. Die Strukturprüfung hatte ergeben, dass nach 25 Jahren Dienst weitere 2000 Flugstunden garantiert werden konnten. 1969 wurde mit dem Umbau von 23 Schleppflugzeugen C-3603 auf turbinengetriebene C-3605 begonnen.
Bis zum Schluss wurde im Einsatz ein „Schleppmechaniker“ als zweiter Mann neben dem Piloten benötigt. Für die langweilige und oft eisig kalte Aufgabe wurden die seit Doppeldecker-Zeiten verwendeten Bekleidungen verwendet. Ab dem Zweiten Weltkrieg kamen von amerikanischen Bomberbesatzungen requirierte und später eingekaufte beheizbare Anzüge und Schuhe hinzu. Über das Ganze trugen die Mechaniker das lederne „Bückerkombi“.
Die Flugzeuge wurden 1987 ausgemustert. 18 Flugzeuge wurden an Private verkauft. Im Jahr 2021 wurde festgestellt, dass bei diesen Flugzeugen teils radioaktives Material verbaut wurde (Leuchtanzeigen, Motorblock), jedoch in unbedenklicher Konzentration.

## Nach Ausmusterung flugfähige Exemplare
C-493 als F-AZGC

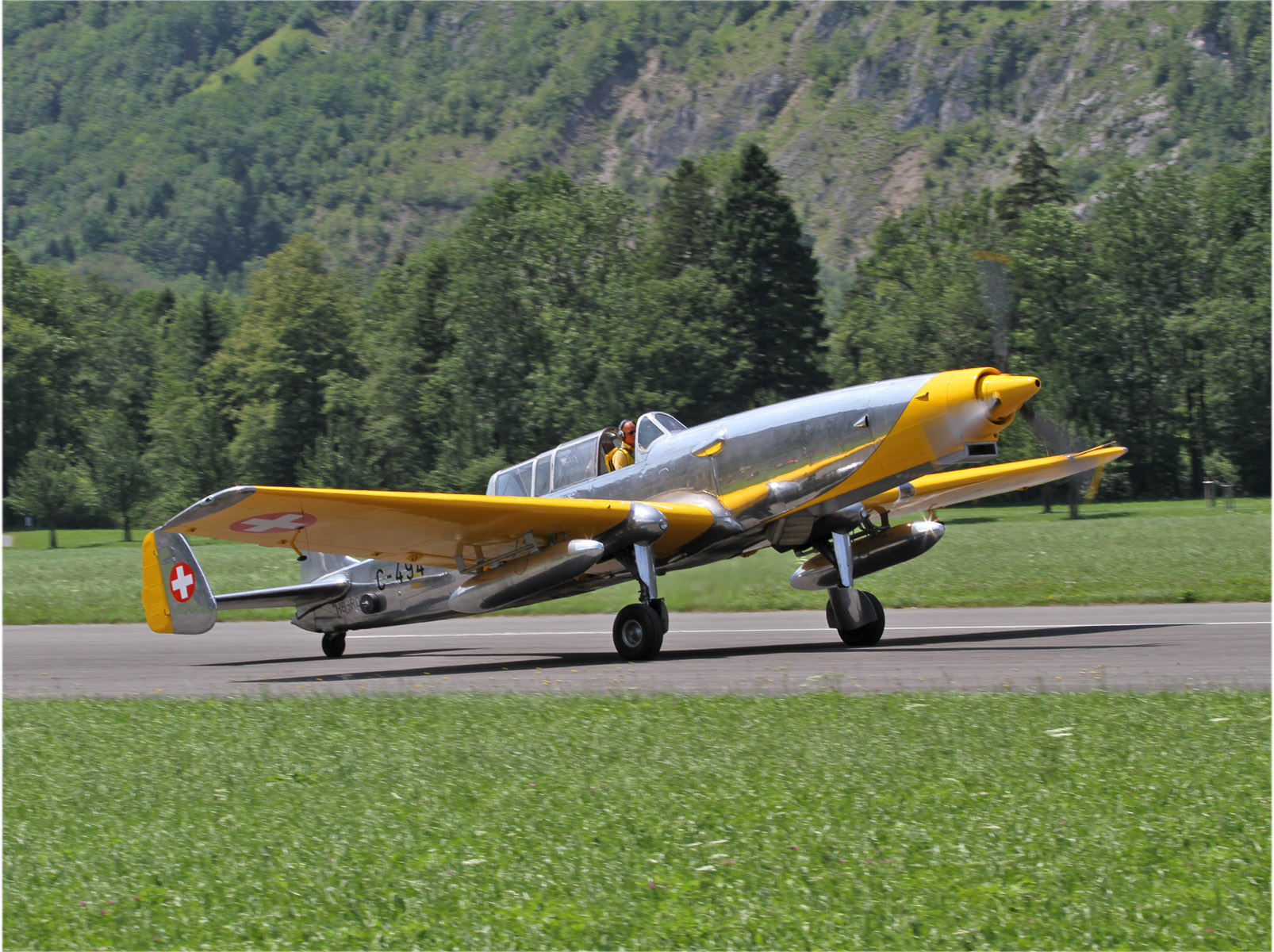
C-3605 HB-RDB ex C-494 der Schweizer Luftwaffe

C-494 als HB-RDB bei Verein Historic & Classic Airplanes, Rheinholzweg 6, 9423 Altenrhein, Schweiz

C-509 als HB-RDH ab 2011
C-552 als G-DORN flog aktiv 1999, Triebwerksläufe 2007

C-535 als D-FOXY (am 27. September 2002 Notlandung nach einer Kollision in der Luft – nicht repariert)

## Technische Daten
| Kenngröße                     | Daten                            |
| ----------------------------- | -------------------------------- |
| Besatzung                     | max. 2                           |
| Länge                         | 12,93 m                          |
| Spannweite                    | 13,74 m                          |
| Höhe                          | 4,10 m                           |
| max. Startmasse               | 3716 kg                          |
| Höchstgeschwindigkeit         | 410 km/h                         |
| optimale Reisegeschwindigkeit |                                  |
| Dienstgipfelhöhe              | 5000 m                           |
| Reichweite                    | 1000 km                          |
| Triebwerke                    | 1 × Turboprop Lycoming T53-L-7 A |